# Johann Hugo I. von Hagen

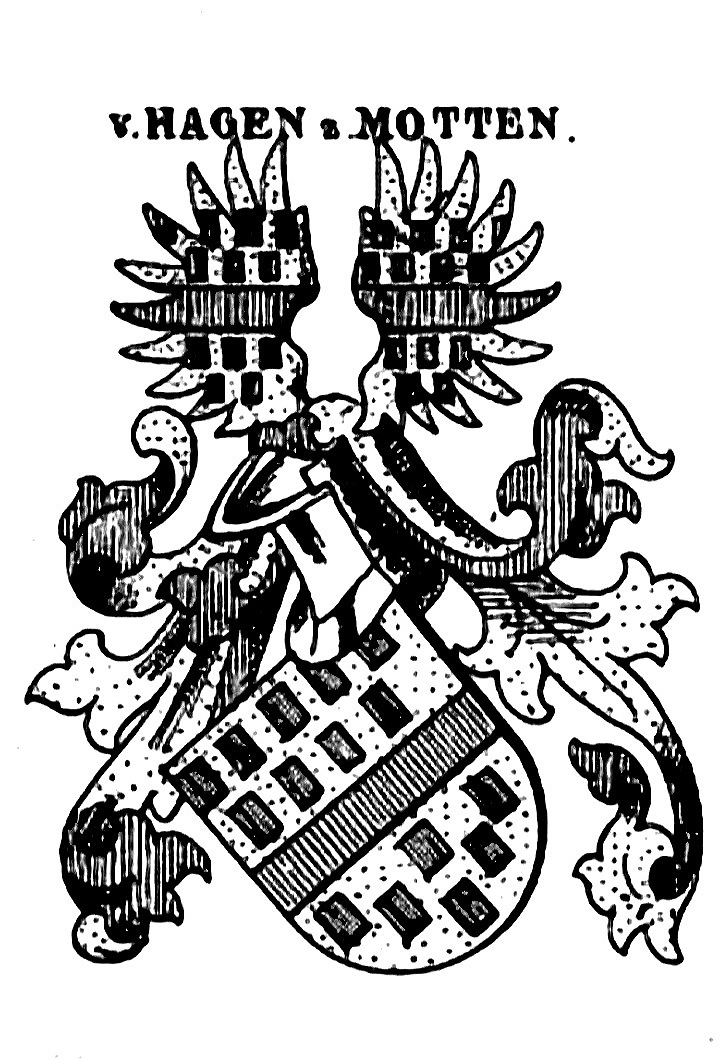
Familienwappen derer von Hagen zur Motten

Johann Hugo I. Reichsfreiherr von Hagen zur Motten (* 6. September 1678 auf Schloss La Motte; † 9. September 1735 in Eichstätt) war ein deutscher römisch-katholischer Geistlicher, Domherr in Speyer und Dompropst in Eichstätt.

## Leben
Johann Hugo I. von Hagen entstammte dem Adelsgeschlecht Hagen zur Motten, das seinen Stammsitz seit 1300 auf dem Schloss La Motte hatte. Er war der Sohn des Freiherrn Johann Heinrich II. von Hagen zur Motten (1640/43–1716) und dessen Gemahlin Juliane Felicitas von Löwenstein-Randeck (1645/46–1714) und wuchs mit seinen fünf Brüdern, darunter Johann und Karl Emmerich († 1733, Domherr in Trier), sowie fünf Schwestern auf. 
In den Jahren von 1694 bis 1699 absolvierte er ein Studium am Collegium Germanicum in Rom, erhielt am 10. Juli 1699 eine Zusage für das Domkapitel Eichstätt und fand dort am 25. September Aufnahme als Domherr. 
Von Oktober 1699 bis Sommer 1702 studierte er an der Universität Siena und kehrte nach Eichstätt zurück und wurde dort Domherr.   
In den Jahren von 1709 bis 1711 leitete er die Arbeiten beim Neubau des Schlosses Motte, das sein Bruder Johann anstelle der alten Burg La Motte errichten ließ.
Am 3. November 1712 wurde Johann Hugo zum Domherrn in Speyer ernannt.
Seine Wahl zum Dompropst in Eichstätt fiel auf den 7. Mai 1717. Nach dem Empfang der  Weihen zum Subdiakon am 22. September 1718 und Diakon am 2. Juni 1725 wurde er dem 22. September 1725 zum Priester geweiht. 
1733 musste er aus gesundheitlichen Gründen seine Ämter aufgeben.
Er fand im Dom zu Eichstätt seine letzte Ruhestätte.